# Ierîstivka, Kremenciuk
Ierîstivka (în ucraineană Єристівка) este un sat în comuna Prîșîb din raionul Kremenciuk, regiunea Poltava, Ucraina.

## Demografie
Componența lingvistică a localității Ierîstivka
     Ucraineană (93,38%)
     Rusă (6,62%)
Conform recensământului din 2001, majoritatea populației localității Ierîstivka era vorbitoare de ucraineană (93,38%), existând în minoritate și vorbitori de rusă (6,62%).